# 維卡斯·史瓦盧普
維卡斯·史瓦盧普（1963年6月22日—）是一名印度小說作家及外交官，前任印度駐加拿大高級專員。著有《Q&A》及《六個嫌疑犯》兩部小說。

## 生平
維卡斯·史瓦盧普出生在印度北方邦安拉阿巴德的一個律師世家，在安拉阿巴德大學畢業，修讀歷史、心理學及哲學，曾於學生時代在全國辯論比賽中勝出。1986年大學畢業後，史瓦盧普加入印度外事服務部（印地語：भारतीय विदेश सेवा，英語：Indian Foreign Service），從事外交工作，曾被派駐土耳其（1987-1990）、美國（1993-1997）、埃塞俄比亞（1997-2000）、英國（2000-2003）及南非（2006-2009），並於2009年8月到印度駐日本大阪總領事館履新。史瓦盧普已婚，夫人 Aparna Swarup，育有兩子，分別為 Aditya 和 Varun。

## 寫作生涯
2005年，史瓦盧普首部作品，英文小說《Q&A》出版。小說廣受好評，被翻譯成42種文字，並入圍Commonwealth Writers' Prize最佳處女作獎，與及榮獲2006南非Exclusive Books Boeke Prize、「2007年巴黎書展讀者大獎」、「金石堂2008年最具影響力書籍」和「2009倫敦希斯路機場旅遊產品獎（小說類）」。小說更被改編為廣播劇、音樂劇和電影。2008年，導演丹尼·波爾將《Q&A》搬上大銀幕，拍成電影「一百萬零一夜」。電影在全球各大頒獎典禮中贏取七十多個獎項，其中包括四個金球獎、七個BAFTA大獎和八個奧斯卡金像獎。
史瓦盧普第二部作品《六個嫌疑犯》2008年8月在英國等地出版，並且將翻譯權售予二十種文字的出版商。至於其短篇故事 "A Great Event" 則刊登於兒童故事集 "The Children's Hours: Stories of Childhood" 上。
另外，史瓦盧普曾為時代雜誌、衛報、英國每日電訊報、印度Outlook magazine及法國自由報撰寫文章。

## 資料來源
1. 1 2  . （原始内容存档于2009-08-09）.
2. ↑  .   [2009-07-09]. （原始内容存档于2009-05-18）.

## 訪問及文章
- Vikas Swarup: Mumbai will recover from this, just as it has many times before （页面存档备份，存于）
- Doubleday · Modern fiction
- The Rediff Interview/Vikas Swarup （页面存档备份，存于）
- Channel NewsAsia: Author Speak - Vikas Swarup
- Indian Diplomat’s Novel Maiden Musical Indian diplomat Vikas Swarup’s acclaimed first novel, Q And A, is being made into a West End musical.
- How the story of Slumdog Millionaire started. （页面存档备份，存于）

## 外部連結
- VikasSwarup.net （页面存档备份，存于）
- Ampersand Agency blog including posts on Vikas Swarup's work
- Interview with Vikas Swarup about his novel "Q and A"
- Slumdog Millionaire